# Molanna albicans
Molanna albicans är en nattsländeart som först beskrevs av Zetterstedt 1840.  Molanna albicans ingår i släktet Molanna och familjen skivrörsnattsländor. Arten är reproducerande i Sverige. Inga underarter finns listade i Catalogue of Life.